# Hitomi Nozoe
Hitomi Nozoe (野添ひとみ Nozoe Hitomi?, Tokio, 11 de febrero de 1937 – Tokio, 4 de mayo de 1995) fue una actriz japonesa muy popular en la década de 1950 y principios de 1960.

## Biografía
Nozoe ganó atención por primera vez en papeles de chica ingenua para la productora Shochiku en películas como, Sinceridad (1953) de Masaki Kobayashi, y finalmente se unió a Daiei después de su aparición en la campaña nacional de reclutamiento del estudio titulada «New Faces» de 1955.
Conocida principalmente por sus papeles recatados e inocentes, Nozoe se convirtió en una «sensación» tras su papel estelar en Gigantes y juguetes (1958) de Yasuzo Masumura, donde interpreta el papel de una marimacha vivaz que se transforma de la noche a la mañana en una celebridad como modelo de una empresa de dulces, también es muy conocida en Occidente por su breve papel como hija de un barbero en la aclamada película, La hierba errante (1959) de Yasujirō Ozu, que el crítico de cine Roger Ebert considera como una de las diez mejores películas de todos los tiempos.
En 1960 se casó con Hiroshi Kawaguchi, con quien había coincidido en varias películas. Kawaguchi era hijo del escritor y ejecutivo del estudio de cine Daiei, Matsutarō Kawaguchi, y ambos se semiretiraron de la actuación pocos años después de casarse mientras que Kawaguchi se convertía en un hombre de negocios y aventurero de reality shows.
En 1988, un año después de la muerte de su esposo Kawaguchi a los 51 años tras una larga enfermedad de cáncer gástrico y de esófago, Nozoe publicó sus memorias Hiroshi-san, I Did My Best (浩さん、がんばったね). Continuó escribiendo y dando conferencias sobre la enfermedad, sucumbiendo al cáncer de tiroides en 1995 a los 58 años.

## Filmografía (parcial)
A lo largo de su carrera, que se extendió entre 1953 y 1971, apareció en más de noventa películas.
| Año  | Título en japonés    | Título en español    | Papel           | Director           | Notas                       |
| ---- | -------------------- | -------------------- | --------------- | ------------------ | --------------------------- |
| 1953 | Magokoro             | Sinceridad           | Fumiko          | Masaki Kobayashi   | Su debut cinematográfico    |
| 1955 | Uruwashiki saigetsu  | Hermosos días        |                 | Masaki Kobayashi   |                             |
| 1955 | Seido no Kirisuto    | Cristo en Bronce     | Ochō            | Minoru Shibuya     |                             |
| 1957 | Kuchizuke            | Besos                | Akiko Shirakawa | Yasuzo Masumura    |                             |
| 1957 |                      | Tifón sobre Nagasaki | Saeko Sakurai   | Yves Ciampi        | Coproducción francojaponesa |
| 1958 | Kyojin to gangu      | Gigantes y juguetes  | Kyōko Shima     | Yasuzo Masumura    |                             |
| 1958 | Yūrakuchō de Aimashō | Amantes en Yūrakuchō | Kana Shinohara  | Koji Shima         |                             |
| 1958 | Shirasag             | La garza blanca      | Nanae Date      | Teinosuke Kinugasa |                             |
| 1959 | Ukigusa              | La hierba errante    | Aiko            | Yasujirō Ozu       |                             |